# Liste der bilateralen Abkommen zwischen Argentinien und Portugal
Die Republik Argentinien und die Republik Portugal haben eine Reihe Abkommen zur Zusammenarbeit in den verschiedensten Bereichen abgeschlossen:

## Liste der Abkommen
| Thema                            | übersetzte Bezeichnung | Original-Bezeichnung |
| -------------------------------- | --- | --- |
| Handelsabkommen                  | Handelsabkommen und wirtschaftliches und technologisches Kooperationsabkommen zwischen der Regierung der Portugiesischen Republik und der Regierung der Republik Argentinien | Acordo Comercial e de Cooperação Económica e Técnica entre o Governo da República Portuguesa e o Governo da República Argentina |
| Städtefreundschaft               | Kooperations- und Freundschaftsvertrag zwischen den Städten Buenos Aires und Lissabon | Acordo de Cooperação e Amizade entre as cidades de Buenos Aires e Lisboa |
| Investitionsschutzabkommen       | Vertrag zwischen der Portugiesischen Republik und der Republik Argentinien zur Förderung und zum Schutz gegenseitiger Investitionen | Acordo entre a República Portuguesa e a República Argentina sobre a promoção e a protecção recíproca de investimentos |
| Drogenhandel                     | Übereinkommen zur Verhinderung von Missbrauch und zur Unterdrückung des illegalen Handels mit Betäubungsmitteln zwischen der Portugiesischen Republik und der Republik Argentinien | Convénio sobre prevenção do uso indevido e repressão do tráfico ilícito de estupefacientes e de substâncias psicotrópicas entre o governo da República Portuguesa e o governo da República Argentina |
| Tourismus                        | Vertrag zwischen Portugal und Argentinien zur Kooperation im Tourismus | Acordo de Cooperação Turística entre Portugal e a Argentina |
| Besondere Angestellte            | Vertrag zwischen Argentinien und Portugal betreffend der Ausübung vergüteter Aufgaben durch Personen, die im Auftrag von diplomatischen, konsularischen, verwaltungstechnischen oder technischen Bediensteten tätig sind | Acordo sobre o Exercício de Actividades Remuneradas por pessoas a cargo dos membros do pessoal diplomático, consular, administrativo e técnico entre Argentina e Portugal |
| Wissenschaft und Technologie     | Besonderer Vertrag zur wissenschaftlichen und technologischen Zusammenarbeit zwischen der Portugiesischen Republik und der Republik Argentinien | Acordo específico de cooperação científica e tecnológica entre a República Portuguesa e a República Argentina |
| Rechtshilfe                      | Vertrag zur gegenseitigen Rechtshilfe in Strafverfahren zwischen der Portugiesischen Republik und der Republik Argentinien | Acordo de Auxílio Judiciário Mútuo em Matéria Penal entre a República Portuguesa e a República Argentina |
| Verteidigungspolitik             | Memorandum of Understanding zwischen dem Verteidigungsministerium der Portugiesischen Republik und dem Verteidigungsministerium der Republik Argentinien | Memorando de entendimento entre o Ministério da Defesa Nacional da República Portuguesa e o Ministério da Defesa da República Argentina |
| Politische Konsultationen        | Memorandum of Understanding zu politischen Konsultationen zwischen dem Außenministerium der Portugiesischen Republik und des Ministeriums für Außenbeziehungen, Internationalen Handel und Kultur der Republik Argentinien | Memorando de entendimento entre o Ministério dos Negócios Estrangeiros da República Portuguesa e o Ministério de Relações Exteriores, Comércio Internacional e Culto da República Argentina sobre Consultas Políticas. |
| Umweltpolitik                    | Memorandum of Understanding zwischen dem Ministerium für Umwelt, Raumplanung und Regionaler Entwicklung der Portugiesischen Republik und dem Staatssekretariat für Umwelt und Nachhaltige Entwicklung des Ministeriums für Umwelt und Gesundheit der Republik Argentinien über die Zusammenarbeit im Bereich des Klimawandels und der Entwicklungsmechanismen zur sauberen Entwicklung des Kyoto-Protokolls | Memorando de Endendimento entre o Ministério do Ambiente, do Ordenamento do Território e do Desenvolvimento Regional da República Portuguesa e a Secretaria do Ambiente e Desenvolvimento Sustentável do Ministério da Saúde e Ambiente da República Argentina sobre Cooperação na área das Alterações Climáticas e do Mecanismo de Desenvolvimento Limpo do Protocolo de Quioto |
| Hafen-Kooperation                | Vertrag zur gegenseitigen Zusammenarbeit zwischen der Hafengesellschaft von Buenos Aires und der Vereinigung der portugiesischen Häfen | Acordo de cooperação mutua entre a Administración General de Puertos S.E. (Porto de Buenos Aires) e a Associação dos portos de Portugal |
| Luftfahrtabkommen                | Luftfahrtabkommen zwischen der Portugiesischen Republik und der Republik Argentinien | Acordo sobre transporte aéreo entre a República Portuguesa e a República Argentina |
| Straftäter-Auslieferungsabkommen | Vertrag zwischen der Portugiesischen Republik und der Republik Argentinien zur Überführung verurteilter Personen | Acordo entre a República Portuguesa e a República Argentina sobre a transferência de Pessoas Condenadas |
| Justizbehörden                   | Memorandum of Understanding zwischen dem Justizministerium der Portugiesischen Republik und dem Ministerium für Justiz, Sicherheit und Menschenrechte der Republik Argentinien | Memorando de entendimento entre o Ministério da Justiça da República Portuguesa e o Ministério da Justiça, segurança e direitos humanos da República Argentina |
| Waldbrände                       | Kooperationsabkommen zwischen Portugal und Argentinien in den Bereichen Brandbekämpfung und Waldschutz | Acta de Cooperação entre Portugal e Argentina no domínio da gestão de fogos e recursos forestais |
| Wissenschaft und Technologie     | Memorandum of Understanding zwischen dem Ministerium für Bildung und Wissenschaft der Portugiesischen Republik und dem Ministerium für Wissenschaft, Technologie und Produktive Innovation der Republik Argentinien für den Bereich der wissenschaftliche und technologische Zusammenarbeit | Memorando de Entendimento entre o Ministério da Educação e Ciência da República Portuguesa e o Ministério da Ciência e Tecnologia e Innovação Produtiva da República Argentina no domínio da Cooperação Científica e Tecnológica |
| Kulturabkommen                   | Kooperationsvereinbarung zwischen dem Instituto Camões und der Regierung der autonomen Stadt Buenos Aires. | Convénio de Cooperação entre o "Camões, Instituto da Cooperação e da Língua, I.P." e o Governo da Cidade Autónoma de Buenos Aires. |
| Sozialversicherungsabkommen      | Sozialversicherungsabkommen zwischen Portugal und Argentinien | Convenção sobre Segurança Social entre Portugal e Argentina |
| Auslieferungsabkommen            | Vertrag über die vereinfachte Auslieferung zwischen Argentinien, Brasilien, Spanien und Portugal | Acordo sobre Extradição Simplificada entre a Argentina, Brasil, Espanha e Portugal |
| Kulturabkommen                   | Kulturabkommen zwischen der Portugiesischen Republik und der Republik Argentinien | Acordo Cultural entre a República Portuguesa e a República Argentina |